# 雲博
雲博（西班牙語：Yumbo）是哥倫比亞考卡河谷省的城市，位於該國西部，距離首府卡利14公里，始建於1536年，面積222平方公里，海拔高度約1,000米，2005年人口95,509。

## 外部連結
- City of Yumbo website （页面存档备份，存于） (Spanish)
- Universidad del Valle - Yumbo （页面存档备份，存于） (Spanish)

3°35′06″N 76°29′45″W / 3.585°N 76.4958°W